# Coppa della Confederazione CAF 2018-2019
La Coppa della Confederazione CAF 2018-2019 è la sedicesima edizione della competizione. La stagione è iniziata il 27 novembre 2018 e si è conclusa il 26 maggio 2019.
Da questa stagione la Coppa della Confederazione CAF non si è più svolta da febbraio a novembre, ma da novembre a maggio, in seguito a una decisione del Comitato esecutivo della CAF ratificata il 20 luglio 2017.
La competizione è iniziata il 27 novembre 2018 con le qualificazioni, subito dopo la Coppa della Confederazione CAF 2018 e si è conclusa il 26 maggio 2019, prima della Coppa delle nazioni africane 2019 (che è passata da gennaio-febbraio a giugno-luglio). Nella stagione successiva inizierà dopo la Coppa delle nazioni africane e seguirà il nuovo calendario.
Il trofeo è stato vinto dallo Zamalek, al primo successo nella competizione.

## Fase preliminare

### Turno preliminare
| Squadra 1            | Totale          | Squadra 2             | Andata | Ritorno |
| -------------------- | --------------- | --------------------- | ------ | ------- |
| Nouakchott King's    | 2 - 2 (gfc)     | Stade d'Abidjan       | 1 - 2  | 1 - 0   |
| Al-Ahly Shendi       | 1 - 1 (2-4 dtr) | AS Nyuki              | 1 - 0  | 0 - 1   |
| Petro de Luanda      | 6 - 0           | Orapa United          | 4 - 0  | 2 - 0   |
| AS Coton Chad        | 3 - 1           | Gomido FC             | 2 - 0  | 1 - 1   |
| Hassania Agadir      | 4 - 0           | AS GNN                | 4 - 0  | 0 - 0   |
| Génération Foot      | 1 - 0           | Djoliba               | 0 - 0  | 1 - 0   |
| USM Bel Abbès        | 4 - 1           | LISCR FC              | 4 - 0  | 0 - 1   |
| Enugu Rangers        | 5 - 1           | Defence Force         | 2 - 0  | 3 - 1   |
| Salitas              | 3 - 3 (gfc)     | Wakriya               | 2 - 0  | 1 - 3   |
| Mtibwa Sugar         | 5 - 0           | Northern Dynamo FC    | 4 - 0  | 1 - 0   |
| DC Motema Pembe      | 5 - 2           | Anges de Fatima       | 4 - 1  | 1 - 1   |
| FC San Pédro         | 2 - 1           | Armed Forces          | 1 - 1  | 1 - 0   |
| Cercle Mbéri Sportif | 1 - 1 (3-2 dtr) | Silver Strikers       | 1 - 0  | 0 - 1   |
| Kaizer Chiefs        | 5 - 2           | Zimamoto FC           | 4 - 0  | 1 - 2   |
| ASSM Elgeco Plus     | 4 - 3           | Unidad Malabo         | 3 - 1  | 1 - 2   |
| Miracle Club         | w/o             | Al-Ittihad            | 0 - 8  | -       |
| New Star             | 4 - 1           | Vital'O               | 0 - 0  | 4 - 1   |
| Kariobangi Sharks    | 9 - 1           | Arta/Solar7           | 6 - 1  | 3 - 0   |
| Asante Kotoko        | w/o             | Eding Sport           | -      | -       |
| Free State Stars     | 0 - 1           | Mukura Victory Sports | 0 - 0  | 0 - 1   |
| Green Eagles         | 5 - 2           | Young Buffaloes       | 2 - 0  | 3 - 2   |
| NA Hussein Dey       | 3 - 1           | CSMD Diables Noirs    | 2 - 0  | 1 - 1   |
| Green Buffaloes      | 2 - 0           | Al Merreikh Juba      | 2 - 0  | 0 - 0   |

### Primo turno
| Squadra 1           | Totale          | Squadra 2             | Andata | Ritorno |
| ------------------- | --------------- | --------------------- | ------ | ------- |
| Étoile du Sahel     | 3 - 1           | Stade d'Abidjan       | 3 - 0  | 0 - 1   |
| AS Nyuki            | 0 - 2           | Petro de Luanda       | 0 - 1  | 0 - 1   |
| Zamalek             | 7 - 2           | AS Coton Chad         | 7 - 0  | 0 - 2   |
| Hassania Agadir     | 2 - 1           | Génération Foot       | 2 - 0  | 0 - 1   |
| USM Bel Abbès       | 0 - 2           | Enugu Rangers         | 0 - 0  | 0 - 2   |
| Al-Masry            | 0 - 2           | Salitas               | 0 - 2  | 0 - 0   |
| KCCA                | 5 - 1           | Mtibwa Sugar          | 3 - 0  | 2 - 1   |
| DC Motema Pembe     | 1 - 3           | FC San Pédro          | 1 - 1  | 0 - 2   |
| Raja Casablanca     | 5 - 1           | Cercle Mbéri Sportif  | 5 - 0  | 0 - 1   |
| Kaizer Chiefs       | 6 - 0           | ASSM Elgeco Plus      | 3 - 0  | 3 - 0   |
| RS Berkane          | 4 - 0           | Al-Ittihad            | 3 - 0  | 1 - 0   |
| Al-Ahli Tripoli     | 1 - 1 (gfc)     | New Star              | 1 - 1  | 0 - 0   |
| Kariobangi Sharks   | 1 - 2           | Asante Kotoko         | 0 - 0  | 1 - 2   |
| Al-Hilal Al-Ubayyid | 0 - 0 (4-5 dtr) | Mukura Victory Sports | 0 - 0  | 0 - 0   |
| Green Eagles        | 1 - 2           | NA Hussein Dey        | 0 - 0  | 1 - 2   |
| Sfaxien             | 4 - 2           | Green Buffaloes       | 4 - 1  | 0 - 1   |

### Play-off
Le squadre eliminate dal secondo turno della CAF Champions League 2018-2019 hanno giocato l'andata in casa.
| Squadra 1       | Totale | Squadra 2             | Andata | Ritorno |
| --------------- | ------ | --------------------- | ------ | ------- |
| Gor Mahia       | 2 - 1  | New Star              | 2 - 1  | 0 - 0   |
| Al-Ahly Bengasi | 2 - 3  | NA Hussein Dey        | 1 - 0  | 1 - 3   |
| Al-Hilal        | 3 - 1  | Mukura Victory Sports | 3 - 0  | 0 - 1   |
| Nkana           | 3 - 0  | FC San Pédro          | 3 - 0  | 0 - 0   |
| Coton Sport     | 3 - 5  | Asante Kotoko         | 2 - 3  | 1 - 2   |
| ZESCO United    | 5 - 2  | Kaizer Chiefs         | 3 - 1  | 2 - 1   |
| Stade Malien    | 2 - 3  | Petro de Luanda       | 1 - 1  | 1 - 2   |
| African Stars   | 1 - 2  | Raja Casablanca       | 1 - 1  | 0 - 1   |
| Vipers          | 0 - 3  | Sfaxien               | 0 - 0  | 0 - 3   |
| Ittihad Tanger  | 1 - 3  | Zamalek               | 0 - 0  | 1 - 3   |
| AS Otôho        | 3 - 2  | KCCA                  | 3 - 0  | 0 - 2   |
| Bantu FC        | 2 - 4  | Enugu Rangers         | 1 - 2  | 1 - 2   |
| Al-Nasr         | 2 - 3  | Salitas               | 1 - 0  | 1 - 3   |
| Jimma Aba Jifar | 0 - 5  | Hassania Agadir       | 0 - 1  | 0 - 4   |
| ASC Diaraf      | 3 - 5  | RS Berkane            | 2 - 0  | 1 - 5   |

## Fase a gironi

### Gruppo A
| Squadra         | Pt | G | V | N | P | GF | GS | DR |
| --------------- | -- | - | - | - | - | -- | -- | -- |
| RS Berkane      | 11 | 6 | 3 | 2 | 1 | 10 | 5  | +5 |
| Hassania Agadir | 8  | 6 | 2 | 2 | 2 | 5  | 5  | 0  |
| Raja Casablanca | 7  | 6 | 1 | 4 | 1 | 7  | 6  | +1 |
| AS Otôho        | 5  | 6 | 1 | 3 | 2 | 4  | 10 | -6 |

| Squadra 1       | Risultato   | Squadra 2       |
| 1ª giornata     | 1ª giornata | 1ª giornata     |
| --------------- | ----------- | --------------- |
| AS Otôho        | 1 - 1       | RS Berkane      |
| Hassania Agadir | 1 - 1       | Raja Casablanca |
| 2ª giornata     |             |                 |
| Raja Casablanca | 0 - 0       | AS Otôho        |
| RS Berkane      | 2 - 1       | Hassania Agadir |
| 3ª giornata     |             |                 |
| Raja Casablanca | 2 - 4       | RS Berkane      |
| Hassania Agadir | 2 - 1       | AS Otôho        |
| 4ª giornata     |             |                 |
| AS Otôho        | 1 - 0       | Hassania Agadir |
| RS Berkane      | 0 - 0       | Raja Casablanca |
| 5ª giornata     |             |                 |
| Raja Casablanca | 0 - 0       | Hassania Agadir |
| RS Berkane      | 3 - 0       | AS Otôho        |
| 6ª giornata     |             |                 |
| Hassania Agadir | 1 - 0       | RS Berkane      |
| AS Otôho        | 1 - 4       | Raja Casablanca |

### Gruppo B
| Squadra         | Pt | G | V | N | P | GF | GS | DR |
| --------------- | -- | - | - | - | - | -- | -- | -- |
| Sfaxien         | 12 | 6 | 3 | 3 | 0 | 5  | 2  | +3 |
| Étoile du Sahel | 10 | 6 | 3 | 1 | 2 | 6  | 4  | +2 |
| Enugu Rangers   | 5  | 6 | 1 | 2 | 3 | 5  | 7  | -2 |
| Salitas         | 4  | 6 | 0 | 4 | 2 | 1  | 4  | -3 |

| Squadra 1       | Risultato   | Squadra 2       |
| 1ª giornata     | 1ª giornata | 1ª giornata     |
| --------------- | ----------- | --------------- |
| Enugu Rangers   | 2 - 0       | Salitas         |
| Étoile du Sahel | 0 - 1       | Sfaxien         |
| 2ª giornata     |             |                 |
| Salitas         | 0 - 0       | Étoile du Sahel |
| Sfaxien         | 1 - 1       | Enugu Rangers   |
| 3ª giornata     |             |                 |
| Sfaxien         | 0 - 0       | Salitas         |
| Étoile du Sahel | 2 - 1       | Enugu Rangers   |
| 4ª giornata     |             |                 |
| Enugu Rangers   | 0 - 2       | Étoile du Sahel |
| Salitas         | 0 - 0       | Sfaxien         |
| 5ª giornata     |             |                 |
| Sfaxien         | 2 - 1       | Étoile du Sahel |
| Salitas         | 1 - 1       | Enugu Rangers   |
| 6ª giornata     |             |                 |
| Étoile du Sahel | 1 - 0       | Salitas         |
| Enugu Rangers   | 0 - 1       | Sfaxien         |

### Gruppo C
| Squadra       | Pt | G | V | N | P | GF | GS | DR |
| ------------- | -- | - | - | - | - | -- | -- | -- |
| Al-Hilal      | 11 | 6 | 3 | 2 | 1 | 11 | 6  | +5 |
| Nkana         | 9  | 6 | 3 | 0 | 3 | 9  | 11 | -2 |
| Asante Kotoko | 7  | 6 | 2 | 1 | 3 | 8  | 8  | 0  |
| ZESCO United  | 7  | 6 | 2 | 1 | 3 | 7  | 10 | -3 |

| Squadra 1     | Risultato   | Squadra 2     |
| 1ª giornata   | 1ª giornata | 1ª giornata   |
| ------------- | ----------- | ------------- |
| ZESCO United  | 2 - 0       | Nkana         |
| Al-Hilal      | 1 - 0       | Asante Kotoko |
| 2ª giornata   |             |               |
| Nkana         | 2 - 1       | Al-Hilal      |
| Asante Kotoko | 2 - 1       | ZESCO United  |
| 3ª giornata   |             |               |
| Nkana         | 3 - 1       | Asante Kotoko |
| ZESCO United  | 1 - 1       | Al-Hilal      |
| 4ª giornata   |             |               |
| Asante Kotoko | 3 - 0       | Nkana         |
| Al-Hilal      | 3 - 1       | ZESCO United  |
| 5ª giornata   |             |               |
| Nkana         | 3 - 0       | ZESCO United  |
| Asante Kotoko | 1 - 1       | Al-Hilal      |
| 6ª giornata   |             |               |
| ZESCO United  | 2 - 1       | Asante Kotoko |
| Al-Hilal      | 4 - 1       | Nkana         |

### Gruppo D
| Squadra         | Pt | G | V | N | P | GF | GS | DR |
| --------------- | -- | - | - | - | - | -- | -- | -- |
| Zamalek         | 9  | 6 | 2 | 3 | 1 | 9  | 6  | +3 |
| Gor Mahia       | 9  | 6 | 3 | 0 | 3 | 8  | 9  | -1 |
| NA Hussein Dey  | 8  | 6 | 2 | 2 | 2 | 4  | 6  | -2 |
| Petro de Luanda | 7  | 6 | 2 | 1 | 3 | 6  | 6  | 0  |

| Squadra 1       | Risultato   | Squadra 2       |
| 1ª giornata     | 1ª giornata | 1ª giornata     |
| --------------- | ----------- | --------------- |
| Gor Mahia       | 4 - 2       | Zamalek         |
| NA Hussein Dey  | 2 - 1       | Petro de Luanda |
| 2ª giornata     |             |                 |
| Petro de Luanda | 2 - 1       | Gor Mahia       |
| Zamalek         | 1 - 1       | NA Hussein Dey  |
| 3ª giornata     |             |                 |
| Zamalek         | 1 - 1       | Petro de Luanda |
| Gor Mahia       | 2 - 0       | NA Hussein Dey  |
| 4ª giornata     |             |                 |
| Petro de Luanda | 0 - 1       | Zamalek         |
| NA Hussein Dey  | 1 - 0       | Gor Mahia       |
| 5ª giornata     |             |                 |
| Zamalek         | 4 - 0       | Gor Mahia       |
| Petro de Luanda | 2 - 0       | NA Hussein Dey  |
| 6ª giornata     |             |                 |
| Gor Mahia       | 1 - 0       | Petro de Luanda |
| NA Hussein Dey  | 0 - 0       | Zamalek         |

## Fase ad eliminazione diretta

### Tabellone
|  | Quarti di finale | Quarti di finale | Quarti di finale | Quarti di finale | Quarti di finale |  |  | Semifinali      | Semifinali      | Semifinali    | Semifinali    | Semifinali |   |       | Finale     | Finale     | Finale | Finale | Finale |  |
|  |                  |                  |                  |                  |                  |  |  |                 |                 |               |               |            |   |       |            |            |        |        |        |  |
|  | Nkana            | Nkana            | 2                | 0                | 2                |  |  |                 |                 |               |               |            |   |       |            |            |        |        |        |  |
|  | Sfaxien          | Sfaxien          | 1                | 2                | 3                |  |  | Sfaxien         | Sfaxien         | 2             | 0             | 2          |   |       |            |            |        |        |        |  |
|  | Gor Mahia        | Gor Mahia        | 0                | 1                | 1                |  |  | RS Berkane      | RS Berkane      | 0             | 3             | 3          |   |       |            |            |        |        |        |  |
|  | RS Berkane       | RS Berkane       | 2                | 5                | 7                |  |  |                 |                 |               |               |            |   |       | RS Berkane | RS Berkane | 1      | 0      | 1 (3)  |  |
|  | Hassania Agadir  | Hassania Agadir  | 0                | 0                | 0                |  |  |                 |                 | Zamalek (dtr) | Zamalek (dtr) | 0          | 1 | 1 (5) |            |            |        |        |        |  |
|  | Zamalek          | Zamalek          | 0                | 1                | 1                |  |  | Zamalek         | Zamalek         | 1             | 0             | 1          |   |       |            |            |        |        |        |  |
|  | Étoile du Sahel  | Étoile du Sahel  | 3                | 2                | 5                |  |  | Étoile du Sahel | Étoile du Sahel | 0             | 0             | 0          |   |       |            |            |        |        |        |  |
|  | Al-Hilal         | Al-Hilal         | 1                | 1                | 2                |  |  |                 |                 |               |               |            |   |       |            |            |        |        |        |  |

### Quarti di finale
| Squadra 1       | Totale | Squadra 2  | Andata | Ritorno |
| --------------- | ------ | ---------- | ------ | ------- |
| Nkana           | 2 - 3  | Sfaxien    | 2 - 1  | 0 - 2   |
| Gor Mahia       | 1 - 7  | RS Berkane | 0 - 2  | 1 - 5   |
| Hassania Agadir | 0 - 1  | Zamalek    | 0 - 0  | 0 - 1   |
| Étoile du Sahel | 5 - 2  | Al-Hilal   | 3 - 1  | 2 - 1   |

### Semifinali
| Squadra 1 | Totale | Squadra 2       | Andata | Ritorno |
| --------- | ------ | --------------- | ------ | ------- |
| Sfaxien   | 2 - 3  | RS Berkane      | 2 - 0  | 0 - 3   |
| Zamalek   | 1 - 0  | Étoile du Sahel | 1 - 0  | 0 - 0   |

### Finale
| Squadra 1  | Totale          | Squadra 2 | Andata | Ritorno |
| ---------- | --------------- | --------- | ------ | ------- |
| RS Berkane | 1 - 1 (3-5 dtr) | Zamalek   | 1 - 0  | 0 - 1   |